# イグウィウムの青銅板

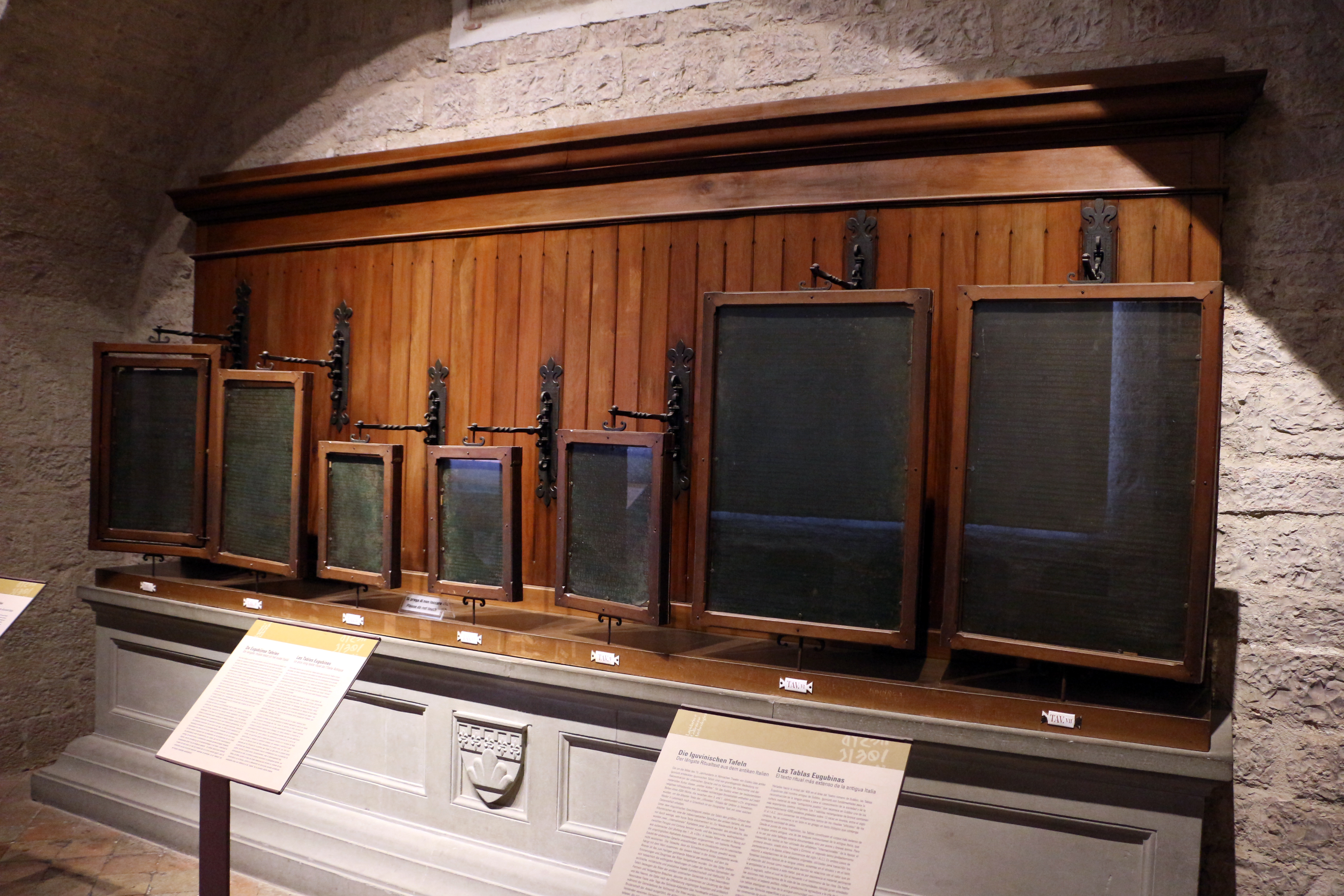
7枚の青銅板

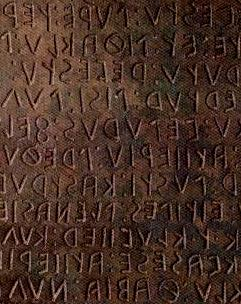
拡大

イグウィウムの青銅板（イグウィウムのせいどうばん、ラテン語: Tabulae Iguvinae）は、1444年にイタリアのグッビオ（古名イグウィウム）で発見された、文章を刻んだ古代の青銅の板。紀元前3世紀から紀元前2世紀ごろにかけて書かれたと推定されており、ウンブリア語で宗教結社の規則が書かれている。全部で9枚が発見されたが、2枚は失われ、7枚が現存する。ウンブリア語の主要な資料である。
現在、グッビオのパラッツオ・デイ・コンソリ内にある市立博物館が所蔵している（外部リンク参照）。

## 概要
7枚の青銅板には両面を使ってアティエディウス兄弟団という宗教的団体の祭祀規則と礼拝の規定が記されている。整理のために各青銅板にはローマ数字でIからVIIまで番号が振られているが、IからVb7（5枚目のB面の7行目）までは紀元前3世紀はじめのもので、残りは紀元前2世紀末に書かれたものと考えられている。書かれた時期は比較的遅いものの、これらの規則は古い伝統を反映しているものと考えられている。
青銅板のI-Vb7はエトルリア文字に由来する文字で右から左へ書かれているが、「Γ」と「Ο」の字が存在せず、/ɡ/の音は「Κ」で、/o/は「Υ」によって表記される。「Δ」の字は存在するが、/d/ではなく有声そり舌摩擦音を表したようであり（ř と翻字される）、/b/ を表すためには「Π・Β」が区別せずに用いられた。エトルリア語にない無声歯茎硬口蓋摩擦音の音を表すにはラテン文字の小文字「d」に似た固有の文字を使用した（ç と翻字される）。
青銅板のVb8-VIIは共和制ローマの文字で左から右へ記されているが、やはりラテン語にない ç を表すために「S」の左上に斜線を加えた文字が用いられた。有声そり舌摩擦音は「RS」と記される。

## 例
青銅板I、A面7-8行めを翻字すると以下のようになる。
pusveres Treplanes tref sif kumiaf feitu Trebe Iuvie ukriper Fisiu, tutaper Ikuvina.
これをラテン語に翻訳すると以下のようになる。
post portam Trebulanam tris sues gravidas facito Trebo Iuvio pro arce Fisia pro civitate Iguvina.「トレブラーナ門の後方で3匹の妊娠した豚をフィシアの城塞とイグウィウムの町のためにトレブス・ユピテルに捧げるべし」
両者をくらべればラテン語とウンブリア語が相当異なった言語であることがわかる。